# Ramillies (Nord)
Ramillies ist eine französische Gemeinde im Département Nord in der Region Hauts-de-France. Sie gehört zum Arrondissement Cambrai und zum Kanton Cambrai.

## Lage
Die Gemeinde Ramillies liegt an der kanalisierten Schelde, vier Kilometer nordöstlich von Cambrai. Nachbargemeinden sind Eswars im Nordosten, Escaudœuvres im Südosten, Cambrai im Südwesten, Tilloy-lez-Cambrai und Blécourt im Westen und Cuvillers im Nordwesten.

## Bevölkerungsentwicklung
| Jahr                       | 1962 | 1968 | 1975 | 1982 | 1990 | 1999 | 2006 | 2012 | 2021 |
| Einwohner                  | 522  | 559  | 540  | 503  | 515  | 514  | 567  | 598  | 596  |
| Quellen: Cassini und INSEE |      |      |      |      |      |      |      |      |      |

## Sehenswürdigkeiten
- Kirche Saint-Géry
- Kapelle d’Aire

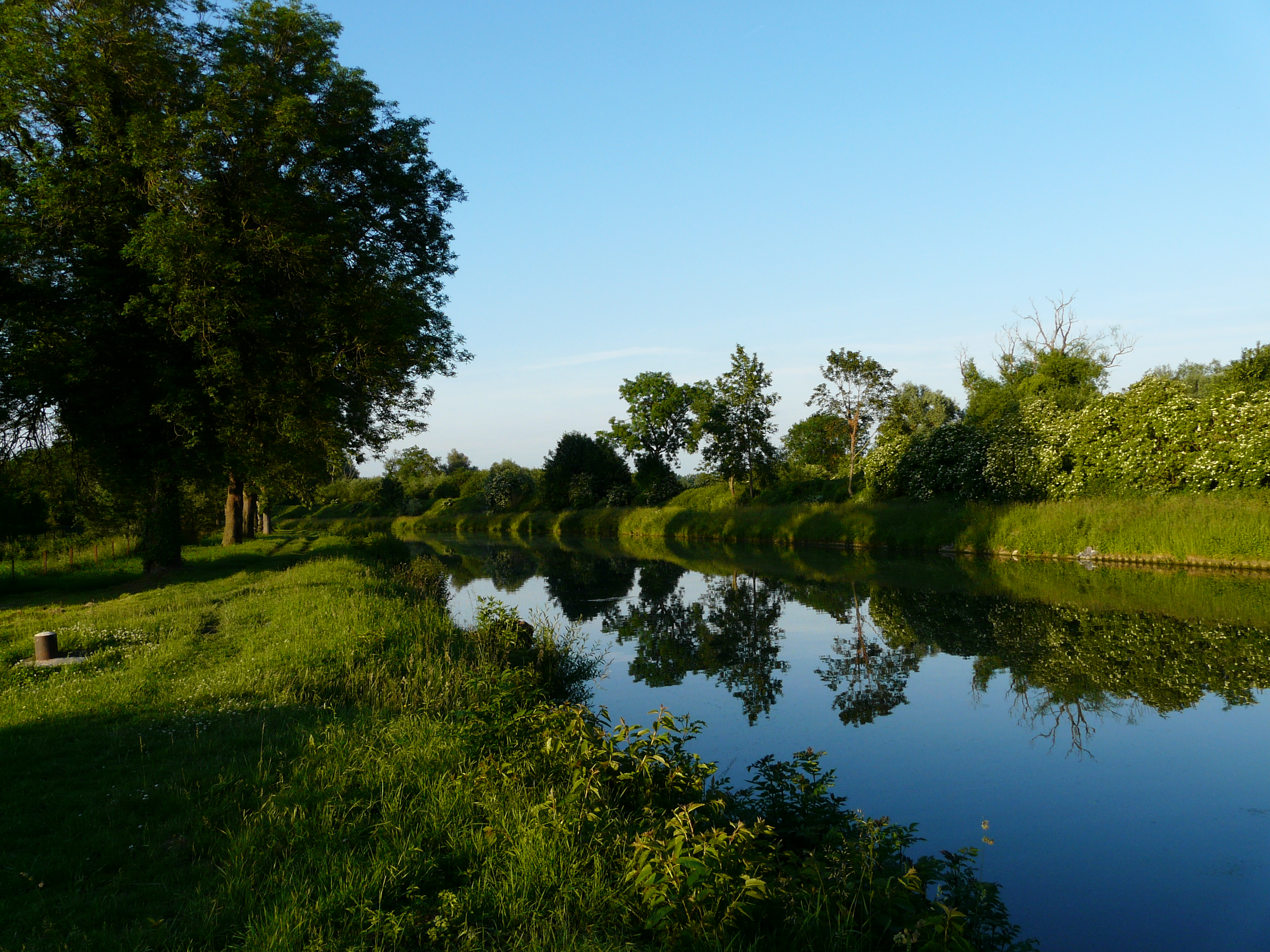
Die kanalisierte Schelde bei Ramillies
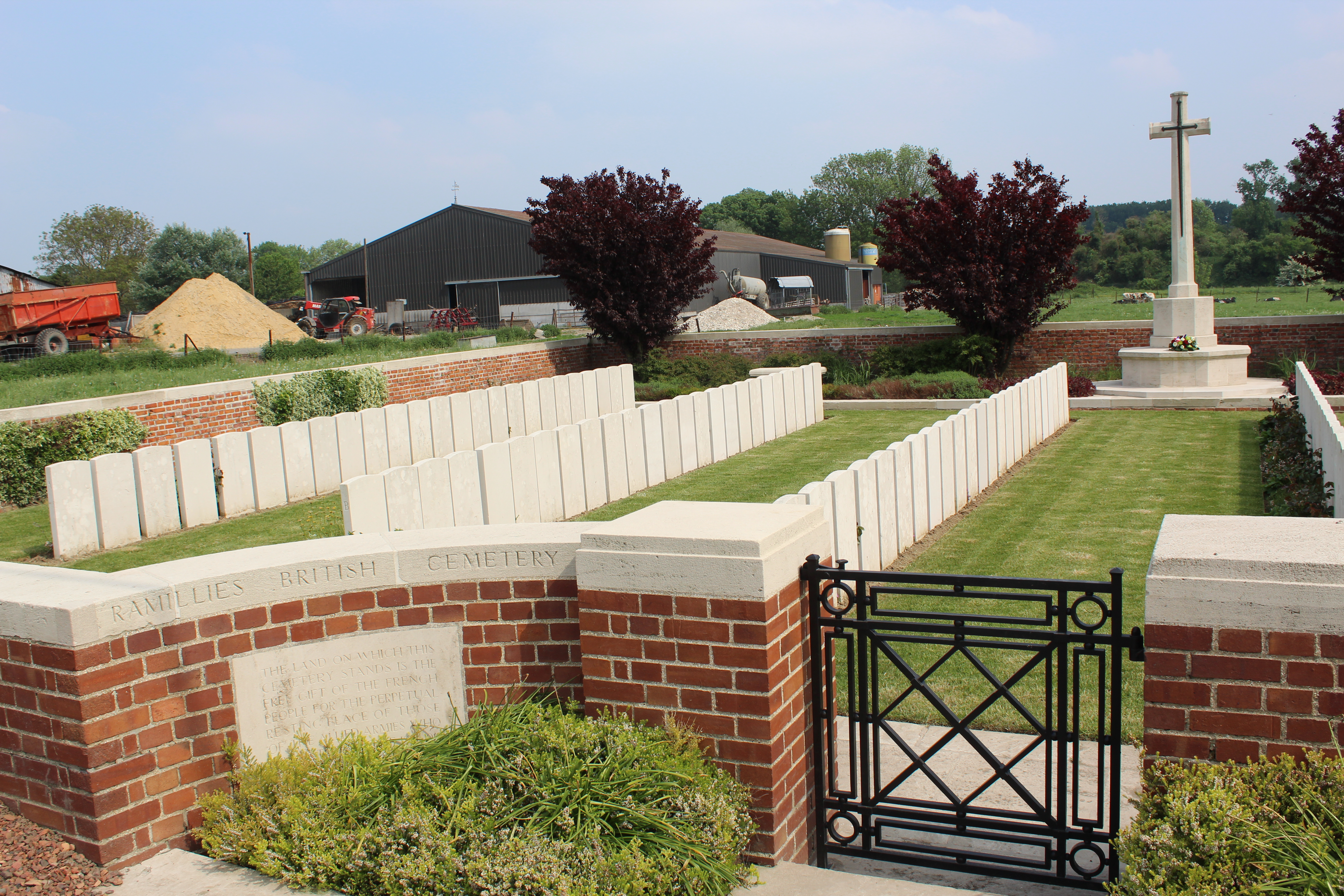
Soldatenfriedhof des Commonwealth